# Абесадзе, Варлаам Милосович
Варлаам Милосонович Абесадзе (15 апреля 1911 года, село Курсеби, Кутаисский уезд, Кутаисская губерния, Российская империя — неизвестно, Ткибули, Грузинская ССР) — грузинский государственный и хозяйственный деятель, председатель исполнительного комитета Ткибульского районного Совета депутатов трудящихся Грузинской ССР. Герой Социалистического Труда (1949).

## Биография
Родился в 1911 году в крестьянской семье в селе Курсеби Кутаисского уезда.
Получил высшее образование. Трудился на различных административных и хозяйственных должностях в сельском хозяйстве Грузинской ССР. Участвовал в обороне Кавказа, служил техником в звании лейтенанта. В послевоенные годы возглавлял Ткибульский райисполком.
Будучи председателем райисполкома, занимался развитием сельского хозяйства в Ткибульском районе. Благодаря его хозяйственной деятельности сельскохозяйственные предприятия Ткибульского района в 1948 году перевыполнили план по сдаче государству сортового зелёного чайного листа на 31,9 %. удостоен звания Героя Социалистического Труда за «получение высоких урожаев сортового зелёного чайного листа и цитрусовых плодов в 1948 году» с вручением ордена Ленина и золотой медали «Серп и Молот» (№ 4594).
Этим же Указом званием Героя Социалистического Труда были награждены партийные, государственные и хозяйственные руководители Ткибульского района: первый секретарь Ткибульского райкома партии Ефим Дмитриевич Джвебенава, заведующий районным отделом сельского хозяйства Илья Дмитриевич Гиоргобини и главный агроном района Давид Георгиевич Леквинадзе.
За выдающиеся трудовые достижения по итогам работы сельскохозяйственных предприятий Ткибульского района в 1950 году был награждён вторым Орденом Ленина.
После выхода на пенсию проживал в городе Ткибули. Дата его кончины не установлена.
Награды
- Герой Социалистического Труда
- Орден Ленина — дважды (1949; 14.11.1951)
- Медаль «За оборону Кавказа» (01.05.1944)